# Loranne Smans
Loranne Smans (* 30. Oktober 1997) ist eine belgische Snowboarderin. Sie startet in den Disziplinen Halfpipe, Slopestyle und Big Air.

## Werdegang
Smans nimmt seit 2011 an Wettbewerben der Ticket to Ride World Snowboard Tour und der FIS teil. Bei den Snowboard-Juniorenweltmeisterschaften 2012 in Sierra Nevada belegte sie den 25. Platz im Slopestyle und den 24. Rang in der Halfpipe und bei den Snowboard-Juniorenweltmeisterschaften 2013 in Erzurum den 16. Platz in der Halfpipe und den sechsten Rang im Slopestyle. Ihr Weltcupdebüt hatte sie im März 2013 in Špindlerův Mlýn, welches sie auf dem 38. Rang im Slopestyle beendete. Bei den Snowboard-Juniorenweltmeisterschaften 2014 in Chiesa in Valmalenco errang sie den siebten Platz und bei den Snowboard-Juniorenweltmeisterschaften 2015 in Yabuli den 12. Platz im Slopestyle. Im Februar 2014 siegte sie im Slopestyle bei der Audi Snowboard Series in Grindelwald. Bei den Snowboard-Weltmeisterschaften 2015 am Kreischberg kam sie auf den 16. Platz im Slopestyle und auf den siebten Rang im Big Air. Im März 2018 gewann sie beim Europacup in Götschen den Big-Air-Wettbewerb und erreichte in Québec mit dem dritten Platz im Big Air ihre erste Podestplatzierung im Weltcup. Im folgenden Jahr wurde sie belgische Meisterin im Big Air und errang bei den Weltmeisterschaften in Park City den 23. Platz im Slopestyle. In der Saison 2019/20 kam sie mit vier Top-Zehn-Platzierungen, jeweils auf den neunten Platz im Freestyle und im Big-Air-Weltcup und auf den fünften Rang im Slopestyle-Weltcup.